# アナザープッシュピンプランニング
有限会社アナザープッシュピンプランニング（英: Another Push Pin Planning Co.,Ltd.、略称:A.P.P.P.）は、かつて存在した日本のアニメ制作会社。

## 歴史
旧虫プロダクションの演出家であった野村和史が、西崎義展が設立した東京動画（後のウエスト・ケープ・コーポレーション）、じんプロダクション、AICを経て1984年に設立した。多くの場合「A.P.P.P.」の略称で表記される。
過去には『プロジェクトA子』等の元請の実績もあるが、主にグロス請けや動画作業の受注を中心に活動していた。
社内スタッフの離脱もあり、2019年に入ってから事業は縮小傾向にあった。2021年6月10日、代表の野村が逝去。経営は引き継がれず、野村の親族が清算人となって同年7月31日をもって解散し、活動停止・閉業した。尚、公式ホームページやTwitterはスタッフ募集及び制作グロス依頼の休止のみが告知されただけで、会社解散に関する報告はされていない。

## 作品履歴

### テレビアニメ
| 開始年 | 放送期間         | タイトル                       | 備考             |
| ------ | ---------------- | ------------------------------ | ---------------- |
| 1998年 | 10月 - 1999年3月 | 鉄コミュニケイション           |                  |
| 1999年 | 7月 - 10月       | 課長王子                       | 共同制作：AIC    |
| 1999年 | 10月 - 2000年4月 | 臣士魔法劇場 リスキー☆セフティ |                  |
| 2000年 | 10月 - 2001年3月 | Sci-Fi HARRY                   |                  |
| 2006年 | 10月 - 2007年3月 | 蒼天の拳                       | 蒼天スタジオ名義 |

### 劇場アニメ
| 公開年 | タイトル                                | 備考           |
| ------ | --------------------------------------- | -------------- |
| 1986年 | プロジェクトA子                         |                |
| 1986年 | 旅立ち〜亜美・終章〜                    |                |
| 1991年 | 老人Z                                   |                |
| 2005年 | ストリートファイターαジェネレーション   | 日本国内未公開 |
| 2007年 | ジョジョの奇妙な冒険 ファントムブラッド |                |

### OVA
| 発売年 | タイトル                          | 備考                      |
| ------ | --------------------------------- | ------------------------- |
| 1984年 | くりいむレモン                    | -1987年、1 - 16作目を制作 |
| 1987年 | プロジェクトA子2 大徳寺財閥の陰謀 |                           |
| 1987年 | ロボットカーニバル                |                           |
| 1991年 | 俺の空 刑事篇                     | -1992年                   |
| 1993年 | ジョジョの奇妙な冒険              | -1994年                   |
| 1993年 | 紅狼                              |                           |
| 1995年 | GOLDEN BOY さすらいのお勉強野郎   |                           |
| 2000年 | ジョジョの奇妙な冒険 ADVENTURE    | -2002年                   |
| 2004年 | 影Shadow                          |                           |

### 制作協力
テレビアニメ
- マシンロボ ぶっちぎりバトルハッカーズ（1987年、制作元請：葦プロダクション、各話制作協力）
- 異次元の世界エルハザード（1998年、制作元請：AIC、制作協力）
- 破邪巨星Gダンガイオー（2001年、制作元請：AIC、各話制作協力）
- あぃまぃみぃ!ストロベリー・エッグ（2001年、制作元請：TNK、各話制作協力）
- しあわせソウのオコジョさん（2001年-2002年、制作元請：ラディクスエースエンタテインメント、各話制作協力）
- G-onらいだーす（2002年、制作元請：TNK・SHAFT、各話制作協力）
- スパイラル －推理の絆－（2002年-2003年、制作元請：J.C.STAFF、各話制作協力）
- 天地無用! GXP（2002年、制作元請：AIC、各話制作協力）
- 円盤皇女ワるきゅーレ（2002年、制作元請：TNK、各話制作協力）
- PEACE MAKER鐵（2003年-2004年、制作元請：GONZO、各話制作協力）
- GIRLSブラボーシリーズ
  - GIRLSブラボー first season（2004年、制作元請：AICスピリッツ、各話アニメーション協力）
  - GIRLSブラボー second season（2005年、制作元請：AICスピリッツ、各話アニメーション協力）

- 創聖のアクエリオン（2005年、制作元請：サテライト、各話制作協力）
- 極上生徒会（2005年、制作元請：J.C.STAFF、各話制作協力）
- LOVELESS（2005年、制作元請：J.C.STAFF、各話制作協力）
- ガン×ソード（2005年、制作元請：AIC A.S.T.A.、各話制作協力）
- SHUFFLE!シリーズ
  - SHUFFLE!（2005年-2006年、制作元請：アスリード、各話制作協力）
  - SHUFFLE! MEMORIES（2007年、制作元請：アスリード、各話制作協力）

- 陰からマモル!（2006年、制作元請：グループ・タック、各話制作協力）
- ラブゲッCHU 〜ミラクル声優白書〜（2006年、制作元請：ラディクスエースエンタテインメント、各話制作協力）
- ヤマトナデシコ七変化♥（2006年-2007年、制作元請：日本アニメーション、各話制作協力）
- 銀魂（2006年-2010年、制作元請：サンライズ、各話制作協力）
- 桃華月憚（2007年、制作元請：スタジオディーン、各話制作協力）
- 東京魔人學園剣風帖 龖 第弐幕（2007年、制作元請：AICスピリッツ・ビースタック、各話制作協力）
- しおんの王（2007年、制作元請：スタジオディーン、各話制作協力）
- あまつき（2008年、制作元請：スタジオディーン、各話制作協力）
- D.C.II S.S. 〜ダ・カーポII セカンドシーズン〜（2008年、制作元請：フィール、各話制作協力）
- To LOVEる -とらぶる-シリーズ
  - To LOVEる -とらぶる-（2008年、制作元請：XEBEC、各話制作協力）
  - To LOVEる -とらぶる- ダークネス（2012年、制作元請：XEBEC、各話制作協力）

- 狂乱家族日記（2008年、制作元請：ノーマッド、各話制作協力）
- 名探偵コナン（2008年、制作元請：トムス・エンタテインメント、各話制作協力）
- 夜桜四重奏 〜ヨザクラカルテット〜（2008年、制作元請：ノーマッド、各話制作協力）
- ルパン三世VS名探偵コナン（2009年、制作元請：トムス・エンタテインメント、制作協力）
- 07-GHOST（2009年、制作元請：スタジオディーン、各話制作協力）
- 蒼天航路（2009年、制作元請：マッドハウス、各話制作協力）
- 真・恋姫†無双（2009年、制作元請：動画工房、各話制作協力）
- FAIRY TAIL（2009年、制作元請：A-1 Pictures・サテライト、各話制作協力）
- 11eyes（2009年、制作元請：動画工房、各話制作協力）
- 迷い猫オーバーラン!（2010年、制作元請：AIC、各話制作協力）
- HEROMAN（2010年、制作元請：ボンズ、各話制作協力）
- ブレイド（2011年、制作元請：マッドハウス、各話制作協力）
- ベン・トー（2011年、制作元請：david production、各話制作協力）
- 未来日記（2012年、制作元請：アスリード、各話制作協力）
- ちはやふるシリーズ
  - ちはやふる（2012年、制作元請：マッドハウス、各話制作協力）
  - ちはやふる2（2013年、制作元請：マッドハウス、各話制作協力）

- Persona4 the ANIMATION（2012年、制作元請：AIC ASTA、各話制作協力）
- 織田信奈の野望（2012年、制作元請：Studio五組×マッドハウス、各話制作協力）
- 頭文字D Fifth Stage（2012年、制作元請：SynergySP、各話制作協力)
- ROBOTICS;NOTES（2013年、制作元請：プロダクション I.G、各話制作協力）
- 惡の華（2013年、制作元請：ゼクシズ、各話制作協力）
- 神さまのいない日曜日（2013年、制作元請：マッドハウス、各話制作協力）
- 魔界王子 devils and realist（2013年、制作元請：動画工房、各話制作協力）
- ロウきゅーぶ!SS（2013年、制作元請：project No.9、各話制作協力）
- 超次元ゲイム ネプテューヌ（2013年、制作元請：david production、各話制作協力）
- 神のみぞ知るセカイ 女神篇（2013年、制作元請：マングローブ、各話制作協力）
- ダイヤのA（2013年、制作元請：MADHOUSE×Production I.G、各話制作協力）
- とある飛空士への恋歌（2014年、制作元請：トムス・エンタテインメント、各話制作協力）
- 金色のコルダ Blue♪Sky（2014年、制作元請：TYOアニメーションズ、各話制作協力）
- 魔法科高校の劣等生（2014年、制作元請：マッドハウス、各話制作協力）
- 神々の悪戯（2014年、制作元請：ブレインズ・ベース、各話制作協力）
- ノーゲーム・ノーライフ（2014年、制作元請：マッドハウス、各話制作協力）
- デート・ア・ライブII（2014年、制作元請：プロダクションアイムズ、各話制作協力）
- 神撃のバハムート GENESIS（2014年、制作元請：MAPPA、各話制作協力）
- 弱虫ペダル GRANDE ROAD（2014年、制作元請：トムス・エンタテインメント、各話制作協力）
- 寄生獣 セイの格率（2014年、制作元請：マッドハウス、各話制作協力）
- トリアージX（2015年、制作元請：XEBEC、各話制作協力）
- ニセコイ:（2015年、制作元請：シャフト、各話制作協力）
- GANGSTA.（2015年、制作元請：マングローブ、各話制作協力）
- オーバーロード（2015年、制作元請：マッドハウス、各話制作協力）
- バトルスピリッツ 烈火魂（2015年、制作元請：バンダイナムコピクチャーズ、各話制作協力）
- 牙狼 -紅蓮ノ月-（2015年、制作元請：MAPPA、各話制作協力）
- プリンス・オブ・ストライド オルタナティブ（2016年、制作元請：マッドハウス、各話制作協力）
- ねじ巻き精霊戦記 天鏡のアルデラミン（2016年、制作元請：マッドハウス、各話制作協力）
- B-PROJECT〜鼓動*アンビシャス〜（2016年、制作元請：A-1 Pictures、各話制作協力）
- ナンバカ（2016年、制作元請：サテライト、各話制作協力）
- ViVid Strike!（2016年、制作元請：セブン・アークス・ピクチャーズ、各話制作協力）
- モンスターハンター ストーリーズ RIDE ON（2016年、制作元請：david production、各話制作協力）
- 夏目友人帳 伍（2016年、制作元請：朱夏、各話制作協力）
- カードファイト!! ヴァンガードG NEXT（2016年、制作元請：OLM、各話制作協力）
- SUPER LOVERS 2（2017年、制作元請：スタジオディーン、各話制作協力）
- 昭和元禄落語心中 -助六再び篇-（2017年、制作元請：スタジオディーン、各話制作協力）
- 牙狼-GARO- -VANISHING LINE-（2017年、制作元請：MAPPA、各話制作協力）
- Fate/Apocrypha（2017年、制作元請：A-1 Pictures、各話制作協力）
- かくしごと（2020年、制作元請：亜細亜堂、各話制作協力）
- 大正オトメ御伽話（2021年、制作元請：SynergySP、各話制作協力）

劇場アニメ
- 映画 犬夜叉 時代を越える想い（2001年、制作元請：サンライズ、制作協力）
- クレヨンしんちゃん 伝説を呼ぶ 踊れ!アミーゴ!（2006年、制作元請：シンエイ動画、協力）
- 劇場版イナズマイレブンGO 究極の絆 グリフォン（2011年、制作元請：オー・エル・エム、制作協力）
- 劇場版 魔法少女まどか☆マギカ ［新編］叛逆の物語（2013年、制作元請：シャフト、制作協力）
- かぐや姫の物語（2013年、制作元請：スタジオジブリ、作画協力）
- ジョバンニの島（2014年、制作元請：Production I.G、制作協力）
- それいけ!アンパンマン りんごぼうやとみんなの願い（2014年、制作元請：トムス・エンタテインメント、動画）

OVA
- レリックアーマーLEGACIAM（1987年、制作元請：アトリエ戯雅、制作協力）
- Rance〜砂漠のガーディアン〜（1993年、制作元請：アニメイトフィルム、制作協力）
- KEY THE METAL IDOL（1994年-1997年、制作元請：ぴえろ、各話制作協力）
- 魔法少女プリティサミー（1995年-1997年、制作元請：AIC、各話制作協力）
- 世紀末リーダー外伝たけし!（1998年、制作元請：AIC、制作協力）
- 快刀乱麻 THE ANIMATION（1999年、制作元請：AIC、制作協力）
- 天地無用! 魎皇鬼（第三期）（2003年-2005年、制作元請：AIC、各話制作協力）
- ああっ女神さまっ いつも二人で（2011年、制作元請：AIC、制作協力）

Webアニメ
- DEVILMAN crybaby（2018年、制作元請：サイエンスSARU、制作協力）